# Mickaël Buscher
Mickaël Buscher (Landerneau, 11 gennaio 1987) è un calciatore francese, attaccante del Cap d'Ail.

## Biografia
È figlio dell'allenatore Gérard Buscher.